# Game of three halves
Als Game of three halves (deutsch: Spiel der drei Halbzeiten) wird ein Fußballspiel zwischen dem AFC Sunderland und Derby County am 1. September 1894 bezeichnet, bei dem die Mannschaften drei Spielzeiten auf dem Platz standen.

## Geschichte und Hintergrund
Zum Auftakt der Spielzeit 1894/95 der First Division empfing der AFC Sunderland, bis dato zweimal englischer Meister und im Vorjahr als Titelverteidiger Vizemeister hinter Aston Villa, den Vorjahresdritten Derby County im bis 1898 genutzten Heimstadion Newcastle Road in Sunderland. Als Schiedsrichter war Tom Kirkham vorgesehen, als Anstoßzeitpunkt 15 bis 15:30 Uhr.
Kirkham reiste von Darwen aus nach Sunderland und verpasste dabei seinen Anschlusszug in York. Daraufhin telegraphierte er, dass er voraussichtlich erst gegen 17 Uhr vor Ort eintreffen werde. Nachdem jedoch um 15 Uhr bereits 4000 Zuschauer im Stadion waren und dieses sich weiter füllte, beschlossen die Mannschaften dennoch anzutreten. Beide Seiten legten vorsorglich schon einmal Protest ein, ehe John Conqueror als Schiedsrichter bestimmt wurde und zirka eine Viertelstunde vor 16 Uhr das Spiel vor mittlerweile zirka 8000 Schlachtenbummlern anpfiff.
Nachdem Johnny Campbell für den AFC Sunderland den Anstoß ausgeführt hatte, war er auch wenig später als Torschütze erfolgreich. Jimmy Hannah erzielte ein weiteres Tor, ehe Tommy Hyslop in der 40. Spielminute der dritte Treffer für den AFC Sunderland gelang. In der anschließenden Halbzeitpause erreichte Kirkham das Stadion und das Spiel wurde anschließend von neuem angepfiffen, damit es offiziell als Ligamatch anerkannt werden würde. Die Mannschaft des AFC Sunderland protestierte zwar angesichts der vermeintlichen 3:0-Führung, fügte sich aber letztlich.
Nachdem nun Derby County angestoßen hatte, erzielte Hannah in der vierten Minute das offizielle 1:0. Später kam Campbell zum Abschluss und der Ball sprang von der Unterkante der Torlatte auf den Boden und dann nach vorne vom Tor weg, unter Protest der Spieler von Derby County entschied Kirkham jedoch auf Tor. Ebenso Gegenstand von Protesten war das dritte Tor in der 30. Spielminute, als Torwart John Robinson einen Schuss von Campbell zwischen den Beinen durchrutschen ließ und erst kurz hinter der Torlinie erwischte. Das Spiel wurde zunehmend einseitiger und Robinson zeichnete sich bis zum erneuten Halbzeitpfiff durch mehrere Paraden aus. Der AFC Sunderland setzte in der zweiten Halbzeit seinen Sturmlauf fort und Campbell erzielte das 4:0. Nach einer kurzen Angriffsphase von Derby County, in der Frederick Fletcher und John Allan Chancen vergaben, zeigte die Mannschaft erste Ermüdungserscheinungen. Hyslop erzielte einen Doppelpack und brachte den Klub mit 6:0 in Führung, ehe Jimmy Miller und James Gillespie einen offiziellen 8:0-Erfolg herausschossen.
Am Ende der Spielzeit 1894/95 gewann der AFC Sunderland seinen dritten Meistertitel und wurde damit alleiniger englischer Rekordmeister – 1897 schloss Aston Villa auf und überholte den Klub mit dem vierten Titel in der Spielzeit 1898/99. Johnny Campbell wurde zudem mit 22 Saisontoren Torschützenkönig der First Division. Derby County entging als Tabellenvorletzter mit einem Punkt Vorsprung auf den FC Liverpool nur knapp dem Abstieg in die Second Division, im Testspiel um den Klassenerhalt gegen den Zweitligazweiten und amtierenden Pokalsieger Notts County gelang durch Treffer von John Goodall und Steve Bloomer nach zwischenzeitlichem 0:1-Rückstand ein 2:1-Erfolg. In der folgenden Spielzeit kehrte der Klub, weiters angetrieben durch Bloomer und die Goodalls, in die Erfolgsspur zurück und wurde Vizemeister. Kirkham blieb trotz des Missgeschicks bei der Anreise Schiedsrichter in der Football League und Wettbewerben der englischen Football Association, im FA Cup 1901/02 leitete er die Finalspiele.

## Aufstellungen
| Paarung        | AFC Sunderland – Derby County |
| Ergebnis       | 8:0 (3:0) |
| Datum          | 1. September 1894 um 15:45 Uhr |
| Stadion        | Newcastle Road, Sunderland |
| Zuschauer      | ca. 8000 |
| Schiedsrichter | John Conqueror (Southwick) bzw. Tom Kirkham (Darwen) |
| Tore           | keine |
| AFC Sunderland | Ned Doig – Peter Meechan, Donald Gow – Hughie Wilson, Andrew McCreadie, Harry Johnston – James Gillespie, Jimmy Miller, Johnny Campbell, Tommy Hyslop, Jimmy Hannah          |
| Derby County   | John Robinson – Jimmy Methven, Jonathon Staley – Jack Cox, Archie Goodall, James Docherty – John Allan, Frederick Fletcher, John Goodall, Steve Bloomer, Jon Stuart McMillan |